# Carl Brandenburg

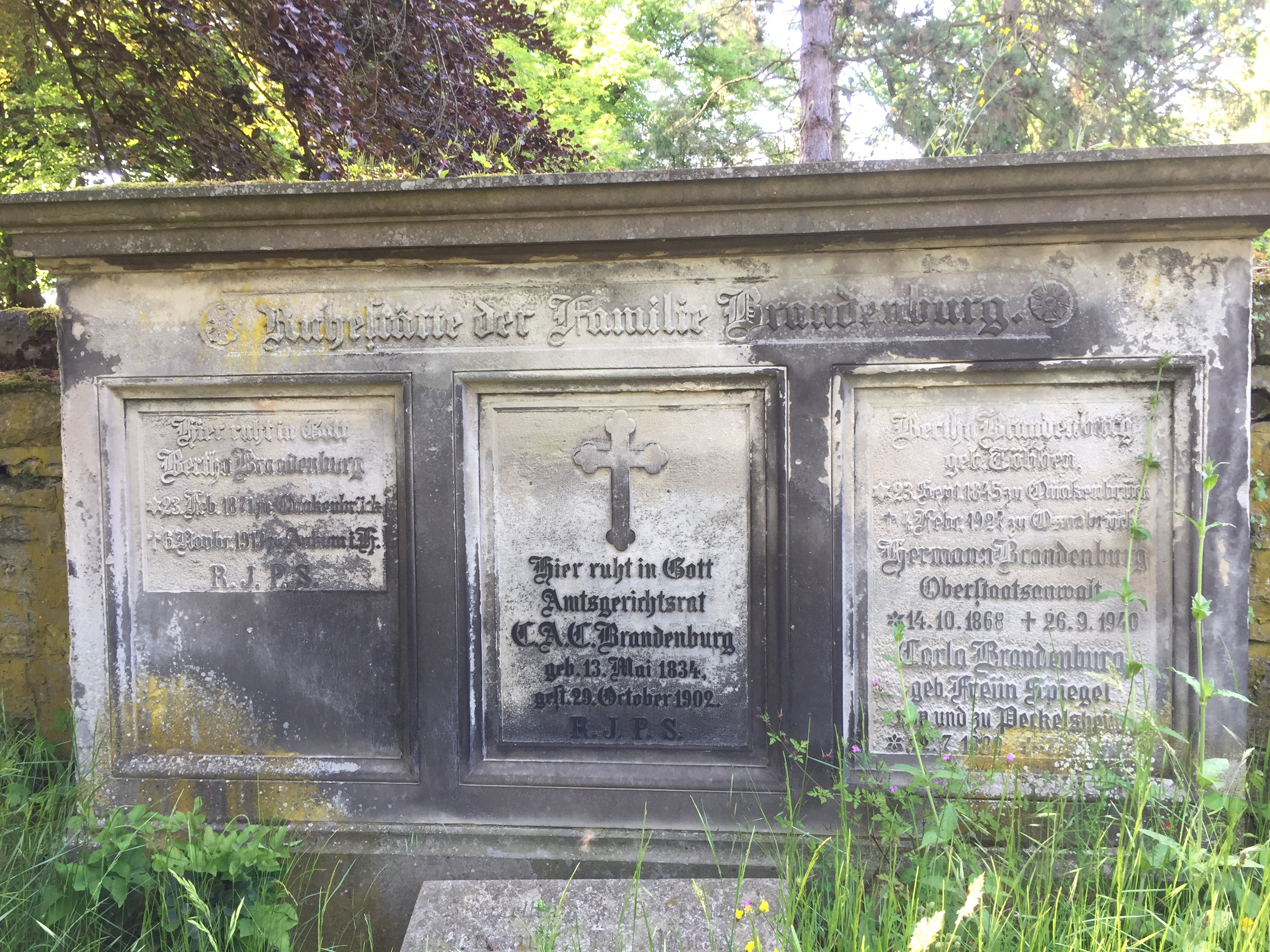
Grabstätte von Carl Brandenburg auf dem Hasefriedhof Osnabrück

Carl Brandenburg (* 13. Mai 1834 in Osnabrück; † 29. Oktober 1902 in Wolbeck bei Münster) war ein Jurist, Politiker, Abgeordneter des Reichstags und des Preußischen Abgeordnetenhauses.

## Leben und Beruf
Der Sohn eines Juristen studierte nach dem Abitur 1852 am Gymnasium Carolinum (Osnabrück) von 1852 bis 1856 Rechtswissenschaften in Heidelberg und Göttingen und trat daraufhin im Juli 1856 als Auditor in den hannoverschen Justizdienst ein. Danach war Brandenburg in Stolzenau, Osnabrück und Hannover tätig. Im Dezember 1860 folgte die Ernennung zum Gerichtsassessor. In dieser Position fand er in Celle, Osterode am Harz und Verden (Aller) Beschäftigung. Am 25. März 1863 wurde Brandenburg zum Amtsgerichtsassessor befördert und zum 12. November 1863 an das Amtsgericht Quakenbrück versetzt, wo er im Dezember 1868 zum Amtsrichter, im Dezember 1875 zum Oberamtsrichter und am 4. Oktober 1879 zum Amtsgerichtsrat ernannt wurde. Im September 1886 versetzte man Brandenburg an das Quakenbrück benachbarte Amtsgericht Bersenbrück. Brandenburg starb am 29. Oktober 1902 in Wolbeck bei Münster, wo er Linderung von einer Krankheit suchte. Er ist der Großvater des katholischen Bischofs von Schweden (1978–1998), Hubertus Brandenburg. Beigesetzt wurde Brandenburg in der Familiengrabstätte auf dem Hasefriedhof in Osnabrück.

## Öffentliche Ämter
Brandenburg war ein ehemaliger Mitarbeiter des Zentrumsführers Ludwig Windthorst, der ihn als vielversprechenden Juristen, Landsmann und Verwandten einer mit ihm befreundeten Familie schon früh förderte. Brandenburg engagierte sich in der Zentrumspartei und kandidierte für sie 1879 zum Preußischen Abgeordnetenhaus im Wahlkreis Bersenbrück-Quakenbrück. Nach Angaben der katholischen Presse wurde dabei behördliche Hilfe für seinen nationalliberalen Gegenkandidaten geleistet. Er verlor gegen den regierungsfreundlichen Nationalliberalen, der nur eine Mehrheit von zwei Stimmen bekam. 1882 verlor Brandenburg, wiederum unterstützt von den preußenfeindlichen Welfen, erneut die Wahl, jetzt erst im dritten Wahlgang. Hingegen war 1883 seine Bewerbung für das Preußische Abgeordnetenhaus im münsterländischen Wahlkreis Steinfurt-Ahaus erfolgreich. 1886 gehörte er einer Delegation ein, die mit Papst Leo XIII. über die Beilegung des Kulturkampfs verhandelte. 1891 kam Brandenburg darüber hinaus als Nachfolger des verstorbenen Ludwig Windthorst als Vertreter des berühmten Wahlkreises „Meppen“ durch eine Nachwahl in den Reichstag, dem er bis zu seinem Tode angehörte. Brandenburg war nicht nur ein häufiger parlamentarischer Redner, sondern war vor allem als eifriger Arbeiter in zahlreichen Ausschüssen bekannt und avancierte dadurch im Reichstag zu einem führenden Mitglied der Zentrumsfraktion. In beiden Parlamenten verblieb der Jurist bis zu seinem Lebensende. Als energischer Gegner der deutschen Rüstung und Sympathisant der Welfen wurde er von „nationalen“ Kräften im Wahlkreis häufig angegriffen. Sein Nachfolger als Reichstagsabgeordneter wurde ein Neffe Windthorsts, Carl Friedrich Engelen.